# Carl-Duisberg-Park

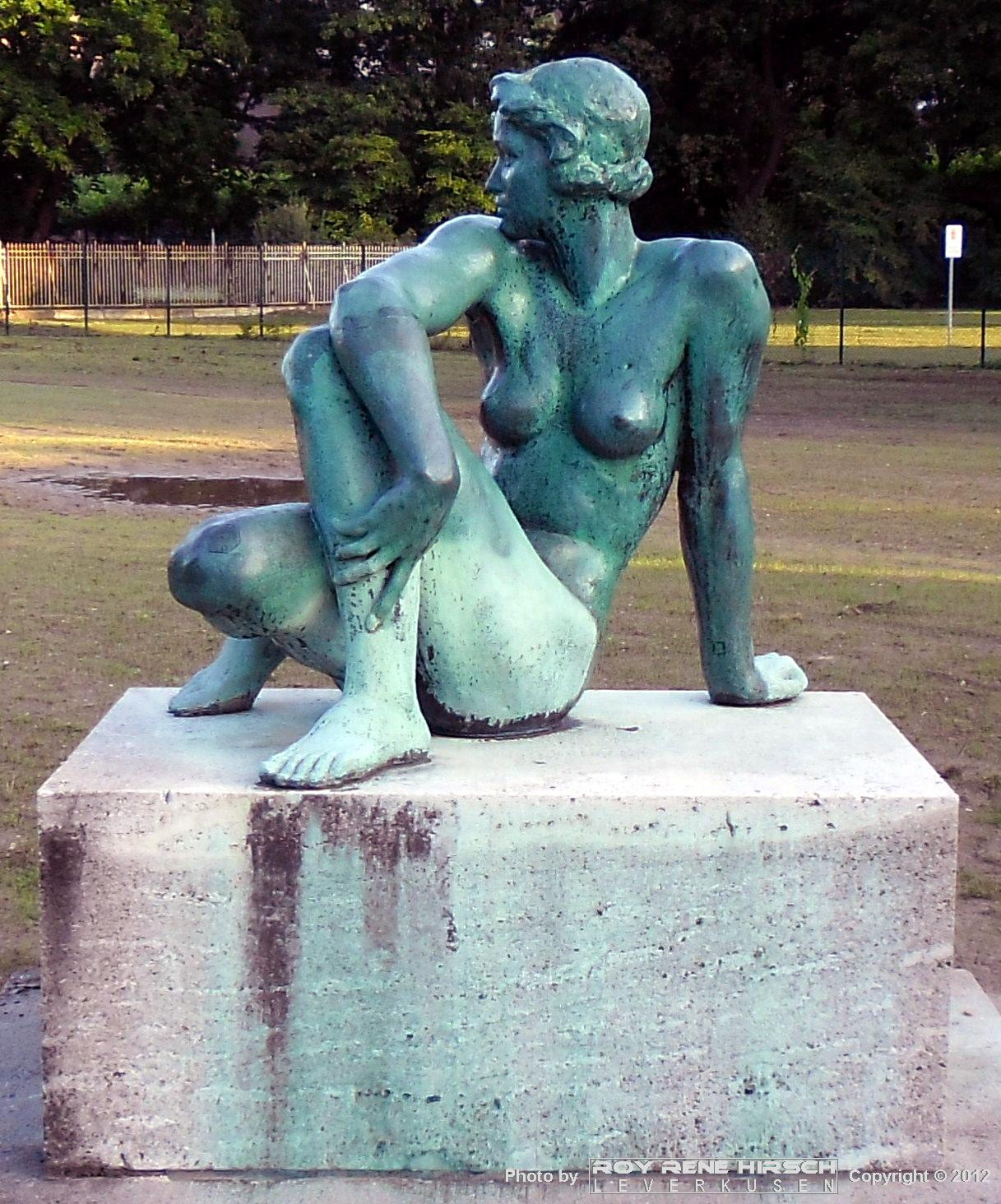
Die Schauende

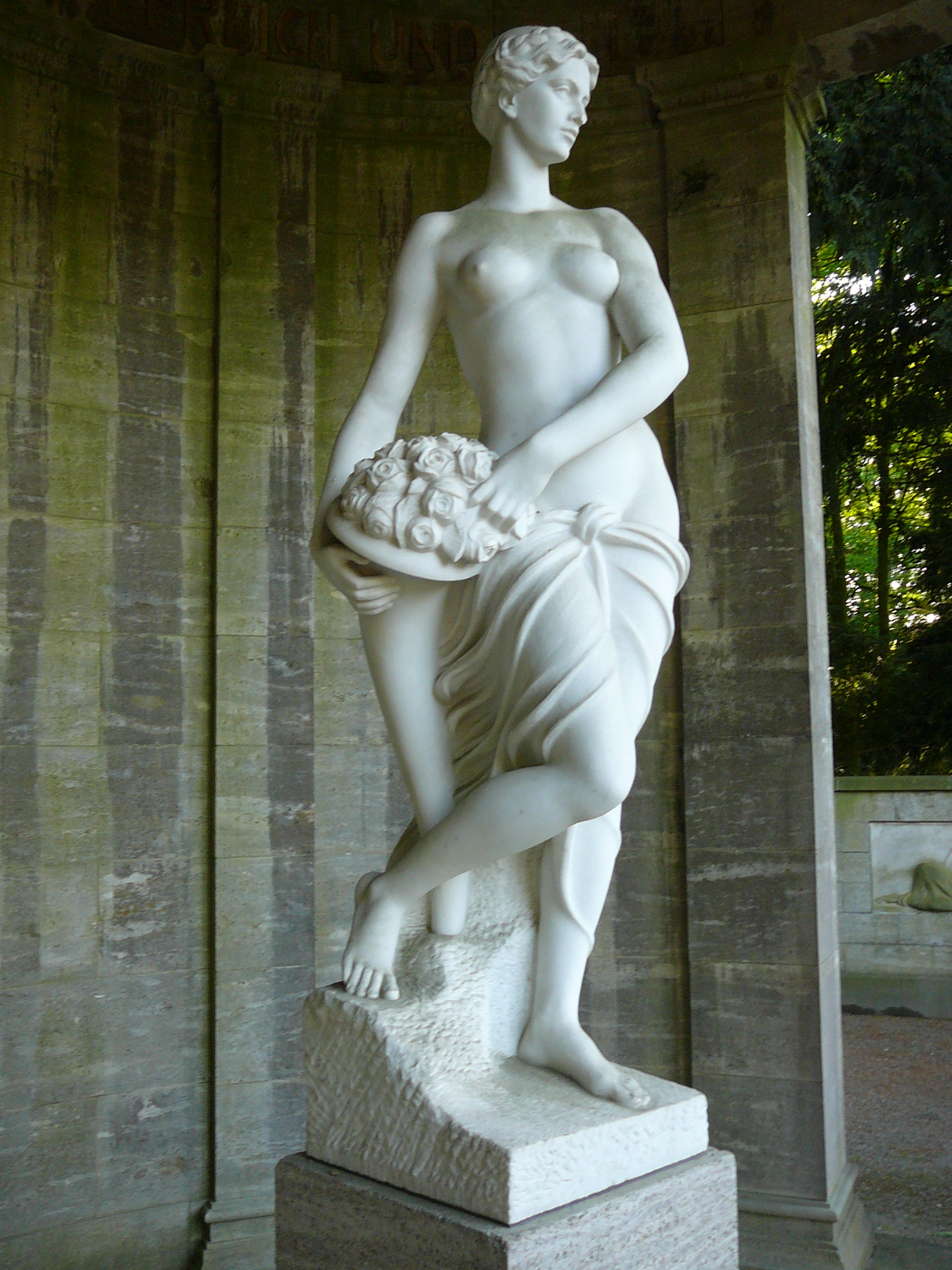
Flora

Der Carl-Duisberg-Park ist eine Parkanlage in Leverkusen. Der Park entstand Anfang des 20. Jahrhunderts und befindet sich an der Kaiser-Wilhelm-Allee im Chempark Leverkusen. Er ist nach Carl Duisberg (1861–1935) benannt. Zu den Parkausstattungen zählen das Grabmal von Carl Duisberg und seiner Frau Johanne in Form eines Floratempels, entworfen von Fritz Klimsch, oder der Caritas-Brunnen von Hugo Lederer von 1923. Im Westen befindet sich der Japanische Garten auf einer Insel. 2013 kam es zum Diebstahl von Bronzefiguren.